# Der Nörgler
Der Nörgler ist ein propagandistisch ausgerichteter österreichisch-deutscher Stummfilm aus dem Jahre 1916 von und mit Fritz Freisler.

## Handlung
Der Junggeselle Balduin Raunzer ist zur Zeit des Ersten Weltkriegs ein „typisch“ Wiener Nörgler. Nichts gefällt ihm, über alles hat er, der wegen seiner Plattfüße vom Kriegsdienst befreit wurde, etwas zu meckern. Die Unbequemlichkeiten, die ein Krieg so mit sich bringt, jagen ihn andauernd auf die Palme. Der allgemeine Mangel bei allem und jedem, die Erfolge an den Fronten, die seiner Meinung nach noch viel größer sein könnten, und die militärischen Anstrengungen, die nicht weit genug gingen – all dies lassen Balduin zum unerträglichen Grantler, zum penetranten Nörgler werden. Eines Nachmittags steigt er wieder einmal für ein Nickerchen übellaunig ins Bett und fällt in einen tiefen Schlaf. Der nachfolgende Traum soll eine äußerst heilende Wirkung auf sein Gemüt haben …
Nun wird ihm von einem Soldaten und einem Handwerker vorgeführt, dass die Dinge doch sehr viel besser aussehen, als von ihm geglaubt. Er sieht die tapferen, an den Fronten gegen einen übermächtigen Feind ankämpfenden Soldaten und erfährt von den nicht minder großen Anstrengungen an der Heimatfront, wo die Menschen für den Sieg rund um die Uhr in Munitions-, Auto- und Flugzeugfabriken schuften. Auch die Frauen sind klaglos bereit, hart zu arbeiten, müssen sie doch ihre Männer ersetzen, die an der Front ihren Dienst tun. Dieser Traumtrip kommt einer Katharsis gleich, denn allmählich dämmert es dem Nörgler: Nicht mit Meckerei und Schimpftiraden lässt sich dieser Krieg gewinnen, sondern nur mit beherztem Anpacken. Und so beschließt Balduin Raunzer im wachen Zustand, als erstes Kriegsanleihen zu zeichnen.

## Politischer Hintergrund und Produktionsnotizen
Der Nörgler ist das bekannteste Exemplar eines im Ersten Weltkrieg initiierten Filmgenres, mit dem für die Zeichnung von Kriegsanleihen geworben werden sollten. Die Premiere des etwa 900 Meter langen Dreiakters fand am 1. Dezember 1916 statt.
Arnold Pressburger übernahm die Produktionsleitung.
Um die eigene patriotische Gesinnung zu unterstreichen, beschlossen die Produzenten des Films, Der Nörgler den Kinobetreibern in den ersten fünf bis sechs Wochen unentgeltlich zu überlassen.

## Kritiken
Die Kinematographische Rundschau behauptete, dass dieser Streifen „wahrlich nicht als ein Propagandafilm gewöhnlicher Art aufzufassen“ sei, sondern dass „es sich hier um ein glänzendes Bild handelt“, während das Mährische Tagblatt hier unumwunden „eine große patriotische Veranschaulichung unserer gesamten vaterländischen Wehrkraft und Arbeit“ verortete.